# Rial
Rial  er Irans nuværende nationale valuta, og kan inddeles i 100 dinarer. Selvom møntenheden toman ikke har været officiel i Iran siden 1932, bruges denne ofte til at angive priser.
Før rialen blev sat til at være nationalvaluta, brugte man i Iran dinar ligesom nogle andre lande i Mellemøsten. Der var dog en forskel, da de første iranske dinarmønter var lavet af guld og/eller sølv. Dinarer, som blev lavet i guld, er dog meget sjældne nutildags.
| Artikelstump | Spire Denne artikel om penge eller valuta er en spire som bør udbygges. Du er velkommen til at hjælpe Wikipedia ved at udvide den. |